# 쩌저우현

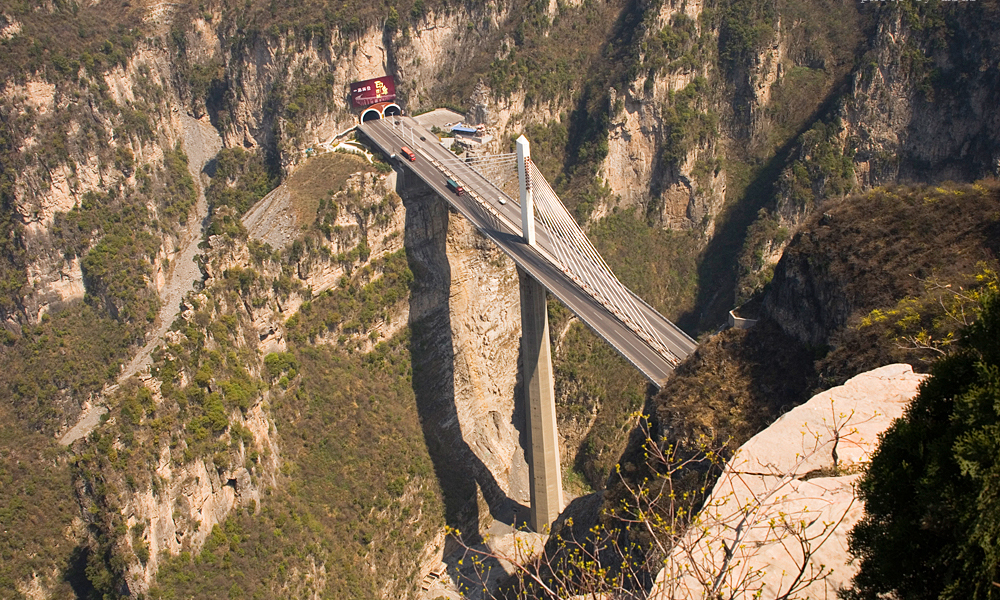

쩌저우현(한국어: 택주현, 중국어: 泽州县, 병음: Zézhōu Xiàn)은 중화인민공화국 산시성 진청시의 행정구역이다. 넓이는 2023km2이고, 인구는 2007년 기준으로 500,000명이다.

## 지형과 기후
산지가 1328.38km2로 전체 면적의 65.66%를 차지하고 황토 구릉지가 577.91km2로 28.57%를 차지하며, 분지 및 평원 지대가 116.71km2로 5.77%를 차지한다.
연평균 기온은 10℃-11℃이고 무상기일은 188일, 연평균 강수량은 533.3mm이다.

## 행정 구역
14개 진, 3개 향을 관할한다.
- 진: 南村镇, 下村镇, 大东沟镇, 周村镇, 犁川镇, 晋庙铺镇, 金村镇, 高都镇, 巴公镇, 大阳镇, 山河镇, 大箕镇, 柳树口镇, 北义城镇
- 향: 川底乡, 李寨乡, 南岭乡